# Blekpärlfoting
Blekpärlfoting (Archiboreoiulus pallidus) är en mångfotingart som först beskrevs av Brade-Birks 1920.  Blekpärlfoting ingår i släktet Archiboreoiulus och familjen pärlbandsfotingar. Arten är reproducerande i Sverige. Inga underarter finns listade i Catalogue of Life.